# Бетті Брант
Бетті Брант Лідс (англ. Elizabeth "Betty" Brant) — вигаданий персонаж з коміксів американського видавництва Marvel Comics. Вперше Беті з'явилися в коміксі «The Amazing Spider-Man #4» (вересень 1963).

## Інші версії

### Ultimate
В Ultimate Бетті — також вірний секретар Джона Джеймса. Вперше з'явилася в Ultimate Spider-Man # 8, де вона зустріла Пітера, який допоміг їй розібратися з сайтом. В Ultimate Spider-Man # 121 Джеймсон відкидає її прохання дізнатися більше про зникнення Ніка Ф'юрі. Після смерті Людини-павука Бетті дізнається, що в місті з'явилася друга Людина-павук і повідомляє про це в «Дейлі Б'юґл».
Незабаром Бетті стала розглядати у себе на комп'ютері відео бою Волоцюги і другої Людини-павука. Вона зауважує, що під розірваною маскою героя ховається афроамериканець, і повідомляє Джону Джеймсу, але той вимагає від неї докази. Бетті вдається дізнатися нібито справжню особистість нового героя і просить Джона Джеймса написати про це в газеті, але той відмовляється. Пізніше, повертаючись з роботи додому, Бетті натикається на Венома і гине.

## В інших медіа

### Фільми
Бетті Брант з'являлася в трилогії про Людину-Павука, її персонажа зіграла актриса Елізабет Бенкс. Бетті з'являється в середині фільму, де Джона Джеймс критикує Людину-павука, пізніше коли Пітер Паркер став фотографом, то Джей Джона Джеймсон дає йому чек, і каже, щоб він віддав дівчині біля входу, яка і була Бетті. Пітер передає їй те, що йому дав Джеймсон, пізніше Бетті каже Пітеру «Ласкаво просимо в Делі Б'юґл!».
У другій частині Бетті з'являється на початку фільму, де вона знову переводить зарплату Пітеру. Через мить вона йому каже, щоб він не сумував. У третій частині Бетті отримує набагато більше екранного часу. Вона з'являється коли Едді Брок, намагається увійти до Джей Джона Джеймсона, Бетті не збиралася його впускати, але Брок зумів увійти, коли дівчина відволіклася. Незабаром до неї приходить Пітер, і вона каже, щоб він швидко увійшов до Джеймсона, через те що його конкурент Брок намагається продати фото про Людину-павука. В середині фільму, коли вже на Пітері був чорний костюм, то він фліртував з Брант.

### Мультсеріали
Бетті Брант з'являлася в серіалах Spider-Man (1967) та Spider-Man (1981). У мультсеріалі «Нові пригоди Людини-Павука», Пітер збирався запросити Бетті на шкільний бал, але через різницю у віці дівчина не змогла з ним піти.